# ساشا راديفويفيتش
ساشا راديفويفيتش (بالصربية السيريلية: Саша Радивојевић)‏ هو لاعب كرة قدم صربي في مركز حراسة المرمى، ولد في 10 أبريل 1979 في بلغراد في صربيا. شارك مع منتخب صربيا تحت 21 سنة لكرة القدم. أما مع النوادي، فقد لعب مع النجم الأحمر بلغراد ونادي بارتيزان ونادي بكاه كيلان ونادي تشوكاريتشكي ونادي زيتا غلوبوفاك.